# Tirano Banderas (novela)
Tirano Banderas (subtitulada Novela de tierra caliente) es una novela publicada por Ramón del Valle-Inclán en 1926. Es la primera novela del ciclo esperpento que irá seguida de la serie El ruedo ibérico a partir de 1927. Se le considera la obra cumbre en el desarrollo novelesco del esperpento. Fue incluida en la lista de las 100 mejores novelas en español del siglo XX del periódico español El Mundo.

## Argumento
Narra la caída del dictador sudamericano Santos Banderas, que dirige la nación ficticia de Santa Fe de Tierra Firme de modo despótico y cruel, y se mantiene en el poder gracias al terror y a la opresión. La obra describe el comportamiento del tirano y el comienzo de un movimiento revolucionario que acabará por derrocarlo.

## Rasgos de la obra
Esta obra aborda literariamente la dictadura en lo que se conoce como novela del dictador, que tiene su origen en Facundo o civilización y barbarie, y ha cultivado por autores como Miguel Ángel Asturias, Arturo Uslar Pietri, Gabriel García Márquez, Alejo Carpentier, Augusto Roa Bastos y Mario Vargas Llosa. Ni el Tirano ni Tierra Caliente surgen de una realidad reconocible, sino que son una síntesis de rasgos de tiranos sudamericanos. Ante el recurso del esperpento, desfilan los jóvenes intelectuales, los caciques, los pobres, el dictador, etc. Un gran logro de la obra es la selección del léxico, lleno de variados americanismos que crean una atmósfera reconocible en la que desarrollar la temática de la obra. Es notable la planificación de la novela al modo fragmentario, con capítulos breves que representan escenas cerradas, lo que produce una fuerte sensación de ritmo interno. La descripción es plenamente deformadora y degradante. Es muy valiosa la descripción que hay en la novela de la sociedad hispanoamericana, fruto de un conocimiento cercano de ella; recuérdese que Valle Inclán había realizado un viaje a México ya en 1892.

## Representación en español
- Teatro Español, Madrid, 3 de octubre de 1974.
  - Dirección: José Tamayo.
  - Escenografía: Emilio Burgos.
  - Intérpretes: Ignacio López Tarso, Ramón Durán, Társila Criado, Guillermo Hidalgo, Manuel Gallardo, José Vivó, Ramón Pons, Silvia Tortosa, María Jesús Lara, Antonio Iranzo.

- Teatro Español, Madrid, 10 de octubre de 2013.
  - Dirección: Oriol Broggi.
  - Intérpretes: Emilio Echevarría, Emilio Buale, Pedro Casablanc, Joaquín Cosío, Rafa Cruz, Vanesa Maja.